# Premio Castilla y León del Deporte

## Lista de galardonados
Desde la creación del premio, han sido galardonados:
| Año  | Premiado                                                  |
| ---- | --------------------------------------------------------- |
| 2003 | Pedro Delgado                                             |
| 2004 | Abel Antón Fermín Cacho                                   |
| 2005 | Ángel Nieto                                               |
| 2006 | Marta Domínguez                                           |
| 2007 | Miriam Blasco                                             |
| 2008 | Carlos Sastre                                             |
| 2009 | Vicente del Bosque                                        |
| 2010 | Isaac Viciosa                                             |
| 2011 | Club Baloncesto Perfumerías Avenida                       |
| 2012 | Manuel Martínez                                           |
| 2013 | Rugby El Salvador Valladolid Rugby Asociación Club (VRAC) |
| 2014 | Club Baloncesto Silla de Ruedas Valladolid                |
| 2015 | Carlos Soria                                              |
| 2016 | Lidia Valentín Pérez[1]                                   |
| 2017 | Juanín García Fernando Hernández Casado[2]                |
| 2018 | Piragüismo de Castilla y León                             |
| 2020 | Mariano Haro                                              |
| 2021 | Marta Fernández Infante[3]                                |